# 不思議 (曲)
「不思議」（ふしぎ）は、日本のシンガーソングライター星野源の楽曲。2021年4月27日にSPEEDSTAR RECORDSより配信限定シングルとしてリリースされた。この他、同年6月23日にパッケージシングルとしてリリースされる4曲入りCD『不思議/創造』にも収録されている。楽曲は、TBS系 火曜ドラマ『着飾る恋には理由があって』の主題歌として書き下された。

## 背景と制作
2021年3月30日に、星野源が『着飾る恋には理由があって』の主題歌を担当することが発表され、同年4月20日の初回放送で、タイトルが「不思議」であることが明らかになり、ドラマ放送直後には配信限定シングルとして2021年4月27日にリリースされる事が発表された。本楽曲は前作「創造」とならんで「新ステージ突入を強烈にアピールする曲」となっている。楽曲の制作は「創造」を作り終えてからスタートした。
制作にあたって星野は、「自分にとっての愛とか恋はこういうことだと思っている、というのをちゃんと歌にしようとした」という。星野は自分なりの「キュン」とする感情を突き詰めるために、アニメ『中二病でも恋がしたい！』や『たまこまーけっと』を鑑賞し制作に行き詰まるたびに見返した。
本楽曲では、「創造」に引き続きmabanuaが共同アレンジャーを務めている。
また、発売後の2023年4月から、キリンビール「淡麗グリーンラベル」のCMソングとして使用されており、同年5月から放映されているCMには星野自身も出演し、弾き語りで同楽曲を披露している。

## 音楽性
本楽曲は、1980年代のポップ・ミュージックのサウンドによってソウルミュージックのような愛おしさや切なさを表現している。「ラブストーリーのど真ん中でかかる曲として逃げないで作りたい」と思ったときに星野のイメージにあったのが、久保田利伸の「Missing」やASKAの「はじまりはいつも雨」などといった80'sサウンドだったといい、楽曲では「DX7」のシンセサウンドやTR-909のスネア、TR-808のクラップなどが意識的に用いられている。その一方で本楽曲は、先を予測させない複雑なコード展開に象徴される緻密さやアバンギャルドさを持ち合わせており、星野はこれに関して次のように述べている。
なおこういった本楽曲のサウンドは、昨年よりキーボードによる作曲方法を取り入れたことで、これまでの星野の作品『YELLOW DANCER』や「恋」で繰り広げていたバンドアンサンブルを響かせる方向性とは一線を画した音作りに仕上がっている。

## 評価と批評
- 音楽プロデューサーの松尾潔は、「星野源スタイルのさらなる洗練と深化を色鮮やかに証明している」とコメントした[17]。
- 音楽家の丸谷マナブは、「難解なコードでも無駄が一切ない緻密なアレンジ。クールな楽曲だが、クリエイターとしての燃えるような情熱もひしひしと感じます。すごい！悔しい」と話している[17]。
- ロッキング・オンのライター・杉浦美恵は、「ポップミュージックが、特にJ-POPが強く普遍性を求めた時代を経て、もう一度、もっとパーソナルな感じ方、愛し方をこそ慈しむ時代へと進むことを示唆しているとも受け取れる。」と話している[18]。

## ミュージックビデオ
本楽曲のミュージックビデオは、2021年5月30日21時よりYouTubeにてプレミア公開された。同月19日に女優・新垣結衣との結婚報道があったこともあって大きな話題を集め、1日経たずして100万再生を突破し、公開3日後の6月2日までに200万再生を記録した。「Pop Virus」「Ain't Nobody Know」に続き3度目のタッグとなる林響太朗がディレクションを手がけた。撮影の大半は羽田空港で行われた。

### 受賞
- MTV Video Music Awards Japan 2021 最優秀邦楽ソロアーティストビデオ賞（2021年）[21]

## チャート成績
本楽曲は、2021年5月5日公開（集計期間：2021年4月26日 - 5月2日）の「Billboard Japan Download Songs」にて41,578DLを売り上げ、初登場1位を獲得した。その他ラジオ3位、Twitter 8位、ストリーミング21位を記録し、総合ソング・チャート「JAPAN HOT 100」で2位発進となった。
その約1ヵ月半後にシングル「不思議/創造」が発売されると、本楽曲は2021年6月30日公開のビルボード・ジャパンチャートにて、ダウンロードでは9,968DLで5位、ストリーミングでは5,132,165再生で15位、動画再生で928,717再生で18位、加えてラジオ1位、ルックアップ2位、Twitter 3位と、各指標でポイントをバランス良く積み上げ、総合チャート「JAPAN HOT 100」で首位を獲得した。

### 認定と売上
|                                | 認定 (RIAJ) | 売上/再生回数      |
| ------------------------------ | ----------- | ------------------ |
| ダウンロード                   | 未公表      | 134,000 DL         |
| ストリーミング                 | ゴールド    | 50,000,000* 回再生 |
| *認定のみに基づく売上/再生回数 |             |                    |

## テレビ披露
| 日時           | 放送局       | 番組名                                              |
| -------------- | ------------ | --------------------------------------------------- |
| 2021年6月7日   | TBS系        | 「『CDTVライブ!ライブ!』90分スペシャル」            |
| 2021年6月24日  | NHK総合      | 『SONGS』                                           |
| 2021年7月3日   | 日本テレビ系 | 『THE MUSIC DAY』                                   |
| 2021年7月14日  | フジテレビ系 | 『2021 FNS歌謡祭 夏』                               |
| 2021年7月17日  | TBS系        | 『音楽の日』                                        |
| 2021年12月20日 | TBS系        | 「『CDTVライブ!ライブ!』クリスマス4時間スペシャル」 |
| 2021年12月24日 | テレビ朝日系 | 『ミュージックステーションスーパーライブ2021』      |
| 2021年12月31日 | NHK総合      | 『第72回NHK紅白歌合戦』                             |

## クレジット
- 参加ミュージシャン
  - 星野源 : Vocal, Chorus, Minimoog, Prophet-5, DX-7, Piano, Programming
  - 石若駿 : Drums
  - ハマ・オカモト : Electric Bass
  - 櫻田泰啓 : DX-7, Juno-6, Piano, Rhodes
  - 長岡亮介 : Electric Guitar, Chorus
  - mabanua : Minimoog, Prophet-5, Programming
- スタッフ
  - Co-Arrangement：mabanua
  - Chorus Arrangement：長岡亮介, 星野源
  - Analog Synthesizer Manipulator：本澤尚之
  - Recorded by 渡辺省二郎, 中内茂治
  - Assisted by 斎田崇, 呂秉勳
  - Mixed by 渡辺省二郎
  - Mastered by 内田孝弘 at FLAIR MASTERING WORKS, TOKYO 2021